# Ascionana laevifrons
Ascionana laevifrons is een pissebed uit de familie Paramunnidae. De wetenschappelijke naam van de soort is voor het eerst geldig gepubliceerd in 1910 door Stebbing.